# Numb3rs
Numb3rs (titulada Num3ros en Hispanoamérica) es una serie de televisión policíaca estadounidense creada por Nicolas Falacci y Cheryl Heuton. Se estrenó el 23 de enero de 2005, en la cadena estadounidense CBS.
La serie muestra cómo un equipo de agentes del FBI, comandado por el agente especial Don Eppes (Rob Morrow), trata de combatir la delincuencia en Los Ángeles, con la ayuda del profesor Charlie Eppes (hermano de Don, interpretado por David Krumholtz), que intenta aplicar las matemáticas para resolver crímenes. También tienen cabida las relaciones entre Don, Charlie y su padre, Alan Eppes (Judd Hirsch). Un episodio típico comienza con un crimen, que, posteriormente es investigado por el equipo de agentes del FBI dirigido por Don, quienes más tarde precisan de la ayuda de Charlie, Larry Fleinhardt (Peter MacNicol) y Amita Ramanujan (Navi Rawat). Los informes proporcionados por las matemáticas de Charlie son fundamentales para resolver el crimen.
La serie fue el programa más popular de los viernes por la noche a lo largo de sus cuatro primeras temporadas. Se renovó para una sexta temporada, que se estrenó el 25 de septiembre de 2009. El 4 de noviembre de 2009 se comunicó que la sexta temporada de Numb3rs se había reducido de veintidós a  dieciséis episodios. Posteriormente la CBS cancela oficialmente Numb3rs el 18 de mayo de 2010.

## Resumen de cada temporada

### Temporada 1
La primera temporada nos presenta a Charlie Eppes, un joven genio matemático que empieza a trabajar como asesor del FBI. Se considera que el inicio de una relación de trabajo entre el departamento de Los Ángeles del FBI y Charlie Eppes. Los principales agentes del FBI son el hermano de Charlie, Don Eppes, y Terry Lake. Se incorpora al equipo David Sinclair, que después de algunos roces con Don acaba integrándose al equipo. Alan Eppes proporciona apoyo emocional para sus hijos, mientras que el profesor Larry Fleinhardt y Amita Ramanujan estudiante de doctorado, dan apoyo y complementan conocimientos matemáticos a Charlie.

### Temporada 2
La segunda temporada contempla varios cambios en el equipo de Don FBI: Terry Lake es reasignada a Washington, se incorporan Megan Reeves y Colby Granger. Charlie se impugna por una de sus piezas de muchos años de trabajo de matemáticas y también comienza a trabajar en una nueva teoría, la Teoría Cognitiva Emergencia. Larry vende su casa y vive un estilo de vida nómada, al tiempo que se involucra románticamente con Megan. Amita recibe una oferta para un puesto de profesor asistente en la Universidad de Harvard. Pero está plagado de dudas sobre su relación con Charlie, se impugna y su carrera está en agitación. Alan comienza a trabajar y salir de nuevo, a pesar de que lucha con la pérdida de su esposa, y tanto él como Charlie tiene un sueño con ella.

### Temporada 3
Charlie y Amita consiguen asentar su relación, al igual que Larry y Megan, especialmente después de su secuestro. Amita se unirá al equipo de profesores del CalSci, teniendo problemas con otros profesores en su nuevo rol, ya que, estos aún la ven como una estudiante. Larry anuncia su licencia, para realizar un viaje a la estación espacial durante seis meses, lo que supone una gran angustia a Charlie. Charlie y sus colegas tienen problemas con la Dra. Mildred Finch, la presidenta recién nombrada de Física, Matemáticas, y la división de Astronomía de CalSci cuando descubren que está saliendo con Alan. Mientras tanto, Don sale con el agente Liz Warner, y cuestiona su ética y autoestima, por lo que recibe asesoramiento. Charlie visita al terapeuta de Don y los dos entienden a otro más. Pese a las preocupaciones de Don, Alan se involucra en algunas consultorías del FBI con sus conocimientos de ingeniería, y llega Larry de la estación espacial, aunque desilusionado. El final termina con una revelación de que Colby era en realidad un agente doble para los chinos.

### Temporada 4
En esta temporada se inicia con Colby Granger escapando de la cárcel y se revela como un triple agente. A continuación, vuelve a unirse al equipo. Don y Liz rompen en la mitad de esta temporada, luego de que Liz tiene problemas de confianza con Don. A lo largo de esta temporada durante varios capítulos se menciona que van a visitar a Amita sus padres, lo que se convierte en el segundo tema más famoso de esta temporada. Debido a su trabajo en el departamento de Justicia, Megan tiene conflictos con su trabajo, y acude a Larry en busca de ayuda. Casi al final de la temporada, Robin Brooks, la novia de Don en la segunda temporada, vuelve. Don y Robin continúan su relación. Charlie va al campo de entrenamiento del FBI porque ha estado trabajando con Don por varios años, y quiere ver lo que su hermano hace. En el final de temporada, Megan deja el equipo para regresar a Washington D. C., Charlie pierde su acreditación por enviar información a los científicos en Pakistán y es detenido.

### Temporada 5
La quinta temporada comienza tres semanas después de "Cuando dos mundos colisionan”, el gobierno decide retirar los cargos contra Charlie. Charlie consigue su pase de seguridad y vuelva a la lucha con Don. Sorprendentemente Don comienza a explorar el judaísmo. Tras la marcha de Megan Reeves se incorpora al equipo Nikki Betancourt, Liz recibe un ascenso que acepta, pero posteriormente se echa para atrás. Buck Winters, el amante de Cristal Hoyle sale de la cárcel con la idea de matar a Don, pero se da cuenta de que no quiere morir y se deja detener delante de Don y sus Hombres. David consigue un ascenso convirtiéndose en supervisor de carácter principal de Don. DARPA trata de reclutar a Charlie, pero él rechaza su oferta. Hacia el final de la temporada, Don es apuñalado y Charlie se culpa por ello. Las consecuencias del apuñalamiento de Don hacen que Charlie se centre más en su trabajo de consulta del FBI. Amita es secuestrada, y el equipo da pistas para encontrarla. Después de que ella es rescatada, Charlie le propone matrimonio a Amita. Su respuesta no es revelada.

### Temporada 6
La sexta temporada se estrenó el viernes 25 de septiembre de 2009, a las 10:00 p. m. EDT y el final de temporada salió al aire el 12 de marzo de 2010. La temporada se inicia con el compromiso de Charlie y Amita. Poco después, Larry rechaza la oportunidad de reunirse con los matemáticos en el CERN, en Ginebra, y deja caer su carga académica para el semestre siguiente. Esto lleva a Charlie a darse cuenta de Larry vuelve a salir, y dejar todo su trabajo a Charlie. Don se entera de que su antiguo mentor está torcido, causando angustia Don cuando tiene que matar a su mentor. Charlie y Don saben que Alan ha perdido una cantidad considerable de dinero en su 401 (k). Después de algunos retrasos, Larry sale de Los Ángeles, solo para encontrar un pedazo de tierra vacante a la venta a poca distancia de la ciudad. Alan decide regresar a su trabajo y encuentra un trabajo como consultor de software técnico. David le pregunta don de consejo acerca de las carreras en el FBI. Larry vuelve del desierto con una nueva teoría sobre el destino del universo. Charlie y Amita comenzar a planear su boda y decide participar en el Big Brother / Big Sister, programa para practicar habilidades de los padres. Se casan antes de su traslado a Inglaterra para enseñar en la Universidad de Cambridge. No pierde su arma, se recupera después de que se utiliza en algunos asesinatos de vigilantes, y se dedican. Antes de irse, Charlie y Amita decidir que el garaje de la familia deben ser convertidos a una casa de huéspedes para que Alan pueda seguir viviendo con ellos. Dejando a Colby, Liz, y Nikki atrás, David sale para Washington D. C. para tomar una posición como líder del equipo de lucha contra la corrupción.

## Producción

### La idea
La idea de Numb3rs empezó a surgir a finales de 1990, cuando los creadores de la serie, Nick Falacci y Cheryl Heuton, asistieron a una conferencia dada por un popular profesor de ciencia, Bill Nye.
Primero se tuvo en mente a Gabriel Macht para dar vida a Don Eppes, personaje que acabó interpretado el actor estadounidense Rob Morrow. Partiendo de la idea original, se pretendía incorporar al Instituto Tecnológico de Massachusetts; esto fue cambiado posteriormente a la ficción Instituto de Ciencias de California, comúnmente llamado CalSci. Las escenas que tienen lugar en CalSci son filmadas en Instituto Tecnológico de California (Caltech) y el Universidad del Sur de California. Uno de los lugares del campus que se utiliza frecuente, en Caltech, está cerca de la Biblioteca Millikan. También está incluido el puente sobre el estanque Millikan. Los exteriores de las oficinas del FBI, se corresponde con el puente distintivo en los Ángeles Centro de Estudios.
Otro lugar común es la casa de la familia Eppes. La casa que se muestra en la primera temporada es real y es propiedad de David Raposa y Edward Trosper. Más tarde llevó a la construcción de un conjunto de réplicas que se utilizó a partir de la segunda temporada.

### Representación de las matemáticas
Usamos los números todos los días, para predecir el tiempo, para decir la hora, al usar dinero. También las usamos para analizar el crimen, para buscar pautas para predecir comportamientos. Con los números podemos solucionar los misterios que se nos planteen.

En la serie trabajan varios matemáticos como consultores para cada episodio.
Las matemáticas que aparecen en cada demostración son reales; las ecuaciones en las pizarras son matemáticamente válidas y son aplicables en las situaciones presentadas en cada demostración. Sin embargo la corrección de las matemáticas para conseguir que se ajusten con la trama no es prioritaria, según ha comentado el creador Cheryl Heuton. Existe un programa educativo, bajo el nombre Nosotros Usamos Matemáticas Todos los Días, que proporciona los recursos necesarios para las matemáticas que aparecen en la serie. Los recursos educativos basados en la matemática aparece en los episodios de la serie. El programa está dirigido por Texas Instruments en asociación con el Consejo Nacional de Profesores de Matemáticas. El material es creado por los profesores y los matemáticos, y está dirigido a los niños con edades entre 9-12 años.
Un libro escrito por Keith Devlin y el Dr. Gary Lorden, uno de los consultores de la serie, titulado Los números detrás de Numb3rs: Solucionar crimen con matemáticas, explica algunas de las técnicas matemáticas que se han utilizado en casos reales de FBI y en otros departamentos de la aplicación de ley.
El profesor Mark Bridger de la Universidad del Noreste (Northeastern University, Boston) ha estado editando, desde la primera temporada, un blog que explica las matemáticas usadas después de cada episodio de la serie. Wolfram Research es la jefa del equipo de consultores, que se encarga de revisar las fórmulas que aparecen en las pizarras escritas, que aparecen en el fondo de las escenas. A partir de la cuarta temporada, tiene un sitio web en colaboración con CBS se titula "Las matemáticas detrás de NUMB3RS".

#### Las preocupaciones de los matemáticos
Al menos un consultor matemático de la serie ha expresado su preocupación con el uso de las matemáticas, ya que, en la serie se introducen fórmulas, que para que la gente las entendieran en la explicación, se debería proporcionar una jerga plausible, en lugar de consultores que hayan participado en todas las fases del desarrollo de la historia.

## Emisión internacional

### Chile
En Chile el canal de televisión La Red trasmite la serie los días sábados y domingos desde las 19:00 p. m. hasta las 20:00 p. m.

### España
En España, a principios del 2006, la cadena privada Antena 3 emitió seis capítulos antes de cancelarla por bajos resultados de audiencia. En mayo de ese mismo año la cadena de pago Calle 13 emitió la primera temporada. En abril La Sexta empezó a emitir la serie. 

En noviembre de 2016 se empezó a reemitir en DMAX.

### México
En México se empezó a transmitir los martes a partir del 6 de mayo a las 11 p. m. por Canal 5.
Actualmente A&E la transmite por las tardes para los suscriptores de televisión de paga.

### El Salvador
Actualmente en El Salvador transmite la serie en el horario de las 7:00 p. m. por TCS Canal 6.

### Uruguay
Fue emitido por Teledoce, en 2006-2008.

### Paraguay
Actualmente en Paraguay es emitida por Paravisión los sábados y domingos a las 7:00 p. m.

### Ecuador
Actualmente es transmitida por la cadena RTS de lunes a viernes a las 11:00 p. m.

### Perú
Actualmente es transmitida en la cadena de televisión abierta La Tele de sábados y domingos a las 8 p. m..

## Premios

### Ganados
- 2005 Premio Carl Sagan para la comprensión pública de la ciencia — Nicolas Falacci y Cheril Heuton

### Nominaciones
- 2006 Emmy — Mejor coordinación de especialistas - Jim Vicker.;